# The Baby and the Stork
The Baby and the Stork è un cortometraggio muto del 1912 diretto da David W. Griffith.

## Trama
Bobby, geloso del nuovo fratellino, lo porta allo zoo dove cerca di convincerlo a farsi riprendere dalla cicogna.

## Produzione
Il film fu prodotto dalla Biograph Company. Venne girato nel New Jersey, a Westfield.

## Distribuzione
Distribuito dalla General Film Company, il film - un cortometraggio in una bobina - uscì nelle sale cinematografiche statunitensi il 1º gennaio 1912.
Non si conoscono copie ancora esistenti della pellicola che viene considerata presumibilmente perduta.